# Čechovna
Čechovna je vžité původně neoficiální označení pro dům čp. 150 v Litni v okrese Beroun. Dům měli k dispozici jako služební byt správci a ředitelé panství a velkostatku v Litni, jehož centrem byl liteňský zámek. Čechovna je spolu se zámkem zapsána v Ústředním seznamu kulturních památek ČR pod rejstříkovým číslem 19638/2-34 s účinností od 3. 5. 1958. 

## Architektura
Přízemní budova z poloviny 18. století se sedlovou střechou je situována východně naproti budově zámku a uzavírá západní křídlo zámeckého hospodářského dvora, ve kterém navazuje na budovu bývalé sýpky. Z jihu dům uzavírá východní část zámeckého parku. Čechovna pochází z poloviny 18. století. Je postavena ve stylu vrcholného baroka. Pozoruhodné je zejména trojosé západní průčelí se zdobným volutovým štítem. Po celkové precizní rekonstrukci vyniká výtvarná štuková výzdoba fasády, především šambrány a suprafenestry oken.

## Pobyt Svatopluka Čecha
V tomto domě část svého dětství prožil básník a spisovatel Svatopluk Čech (21. únor 1846 – 23. únor 1908). Jeho otec František Jaroslav Čech (1817 Peruc - 1877 Slupka, Bukovina), panský hospodářský správce a český vlastenec byl od 1. 5. 1852 do 31. 3. 1856 správcem liteňského panství u Josefa Františka Doubka.  Podle toho je také dům tradičně nazýván Čechovna. Básník svou velmi populární a čtenou báseň Ve stínu lípy situoval do Litně jako vzpomínku na mládí.  Z Litně a okolí se Čech inspiroval i v eposu Lešetínský kovář z roku 1885 a básni Václav Živsa z roku 1901. Ve svých Dávných vzpomínkách v Rozličné próze z roku 1895 vzpomíná na dětství v Litni, na pobyt v Čechovně, na otcovu knihovnu a tehdejšího liteňského faráře Františka Josefa Řezáče.  Liteň již od konce 19. století vnímala a prezentovala Svatopluka Čecha jako významnou osobnost své historie. Liteňský farář P. Josef Kreisinger ve své práci Liteň a přifařené obce k ním vydané v roce 1896 uvádí v seznamu správců a direktorů liteňského panství Roku 1852 - 1855 Frant. Čech, otec našeho předního básníka.  V roce 1896 bylo Čechovi uděleno čestné občanství Litně. Čechův pobyt v Litni byl na Berounsku připomínán až do roku 1938, po roce 1948  i po roce 1989. V roce 2013 byla v Litni instalována Naučná stezka Liteň. Její čtyři zastavení na svých panelech připomínají Čechův pobyt v Litni a jeho dílo.   

## Pamětní deska na Čechovně
Básníkova dětská léta prožitá v domě připomíná jeho pamětní deska s reliéfem jeho hlavy a nápisem ZDE ŽIL SVATOPLUK ČECH. OD 1853 - 1856. Její odhalení 29. 6. 1925 se stalo velkou národní manifestací. Slavnostní projev zakončený výzvou Čechu, více Čecha !, pronesl Čechův životopisec Ferdinand Strejček. Slavnosti se zúčastnila básníkova sestra Zdeňka (narozená v Litni) a bratr Václav, spisovatel Ignát Herman, básník Viktor Dyk a nakladatel Čechových spisů František Topič.  Shromáždění se účastnilo velké množství obyvatel Litně, ale také Berouna a Řevnic. Organizaci zajišťoval slavnostní výbor. Jeho předseda MUDr. Josef Honzík z Litně, který shromáždění zahajoval, byl v dalších letech též předsedou Sdružení pro úpravu Sadů Svatopluka Čecha usilujícího o instalaci Pomníku Svatopluka Čecha v Litni . 

## Využití
V meziválečném období Čechovnu užíval k bydlení majitel panství Jiří Daubek a jeho manželka pěvkyně Jarmila Novotná. Po vyvlastnění zámku rodině Daubků bylo v Čechovně v letech 1964 - 2001 umístěno Muzeum Svatopluka Čecha  umístěné v roce 2004 v bývalé faře a rozšířené o expozici Jarmily Novotné.   Dům po restituci a následném prodeji současnému vlastníku není veřejnosti přístupný. V rámci Festivalu Jarmily Novotné a při dalších kulturních programech se však zde konají koncerty, přednášky a diskuse pořádané občanským sdružením Zámek Liteň, které v zámeckém areálu sídlí a působí. 

## Galerie Čechovna

### Čechovna

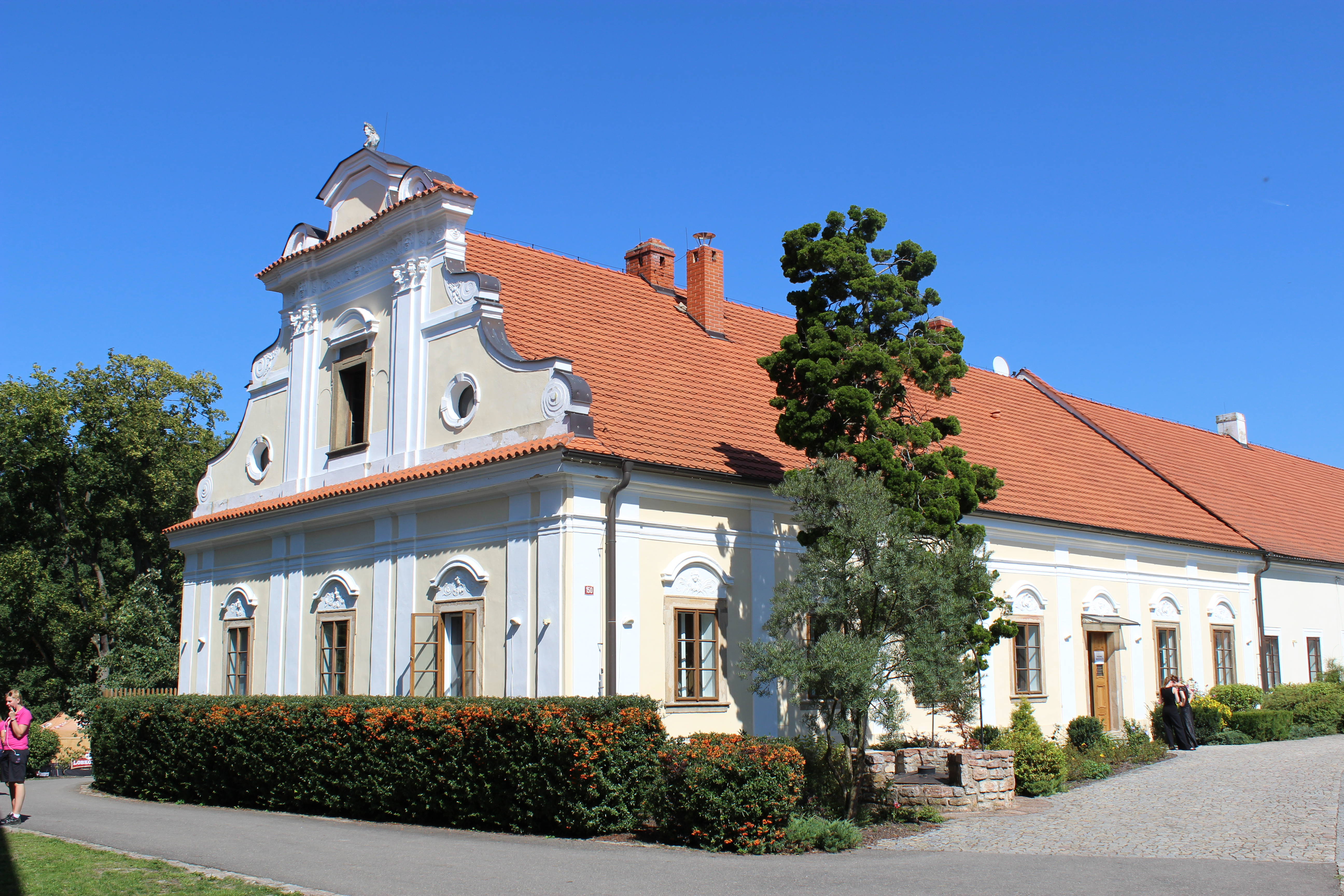
Čechovna
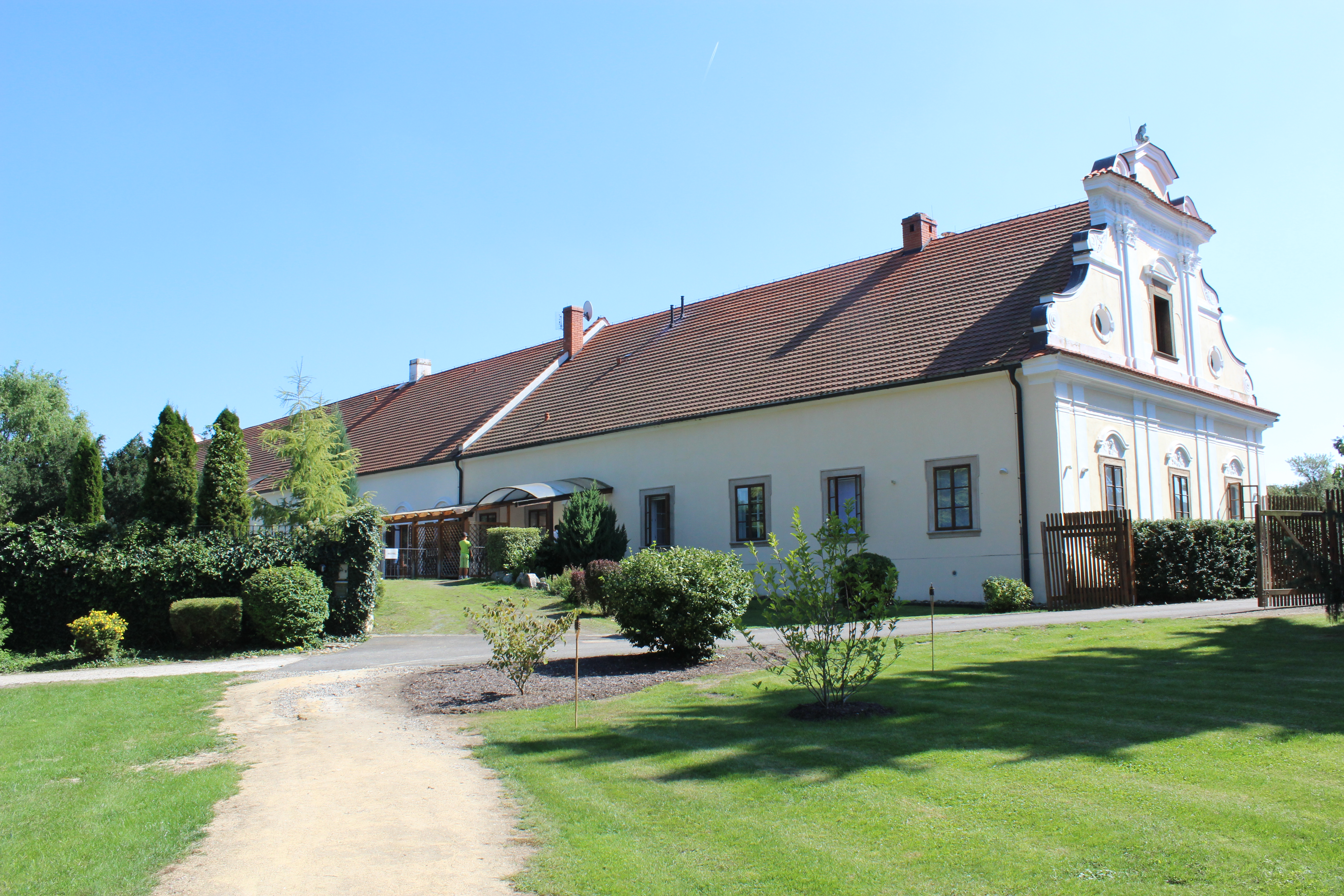
Pohled na nároží štítové stěny s terasou
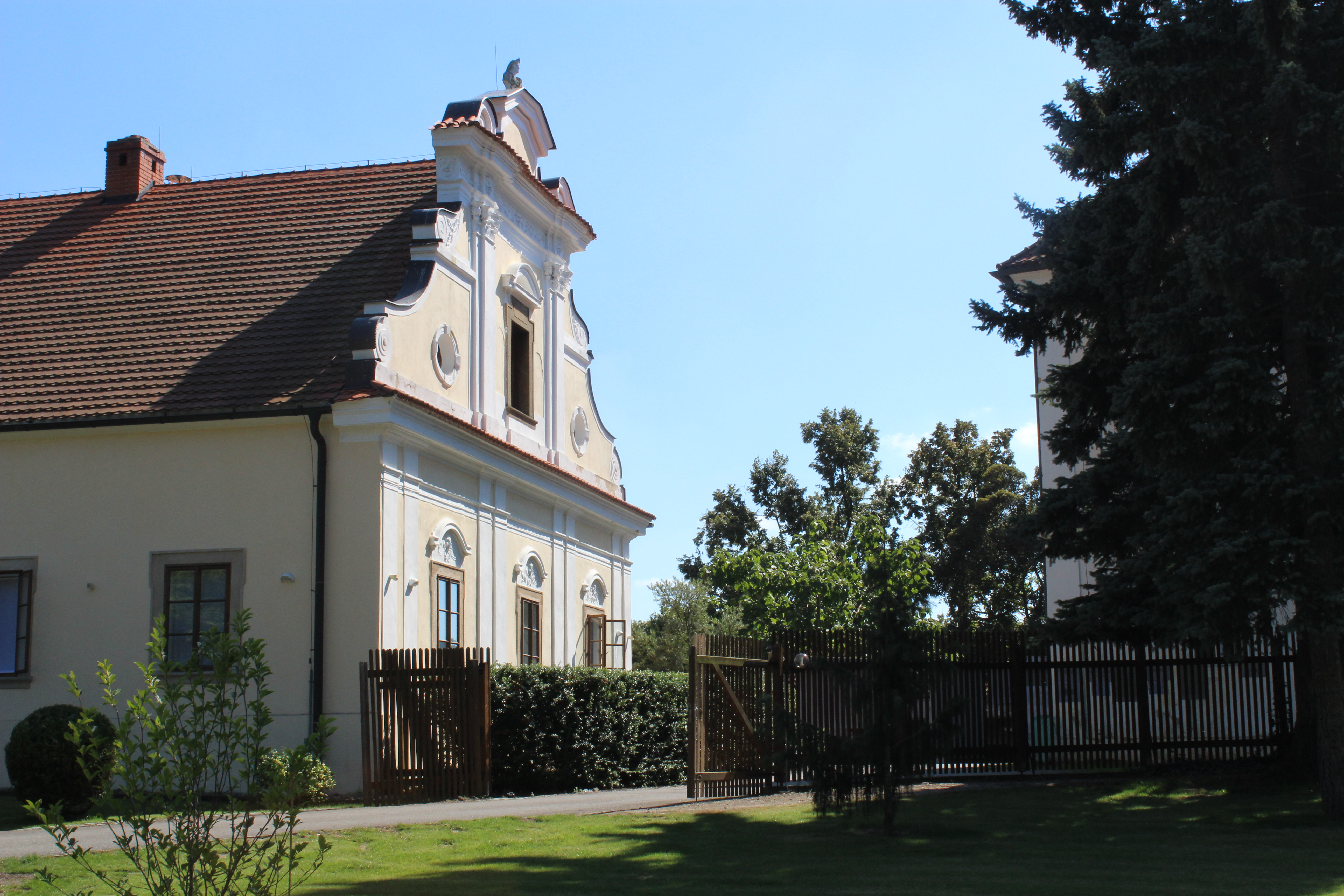
Nároží štítové západní a severní stěny s terasou
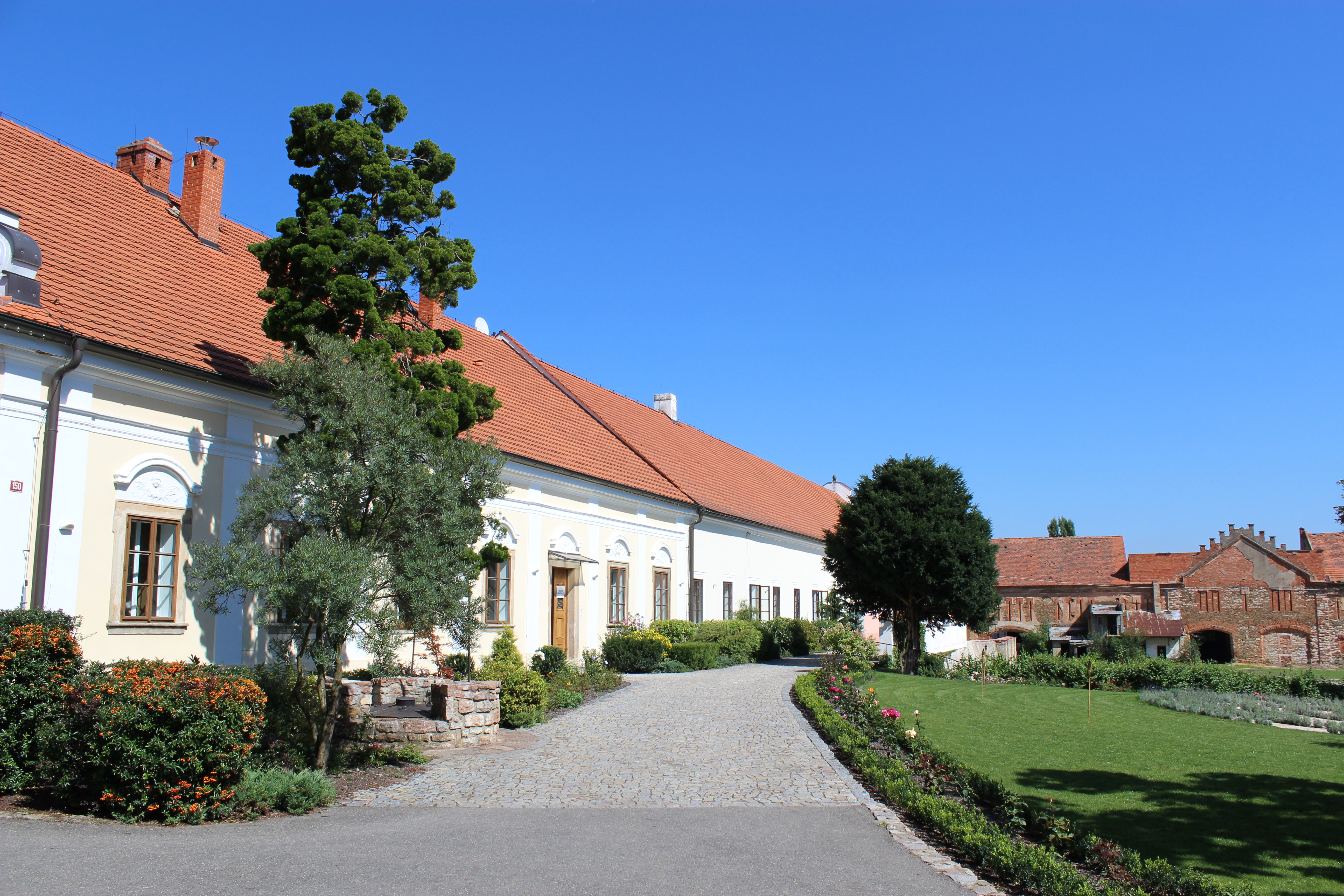
Čechovna a severojižní křídlo hospodářských budov uzavírajících hospodářský dvůr
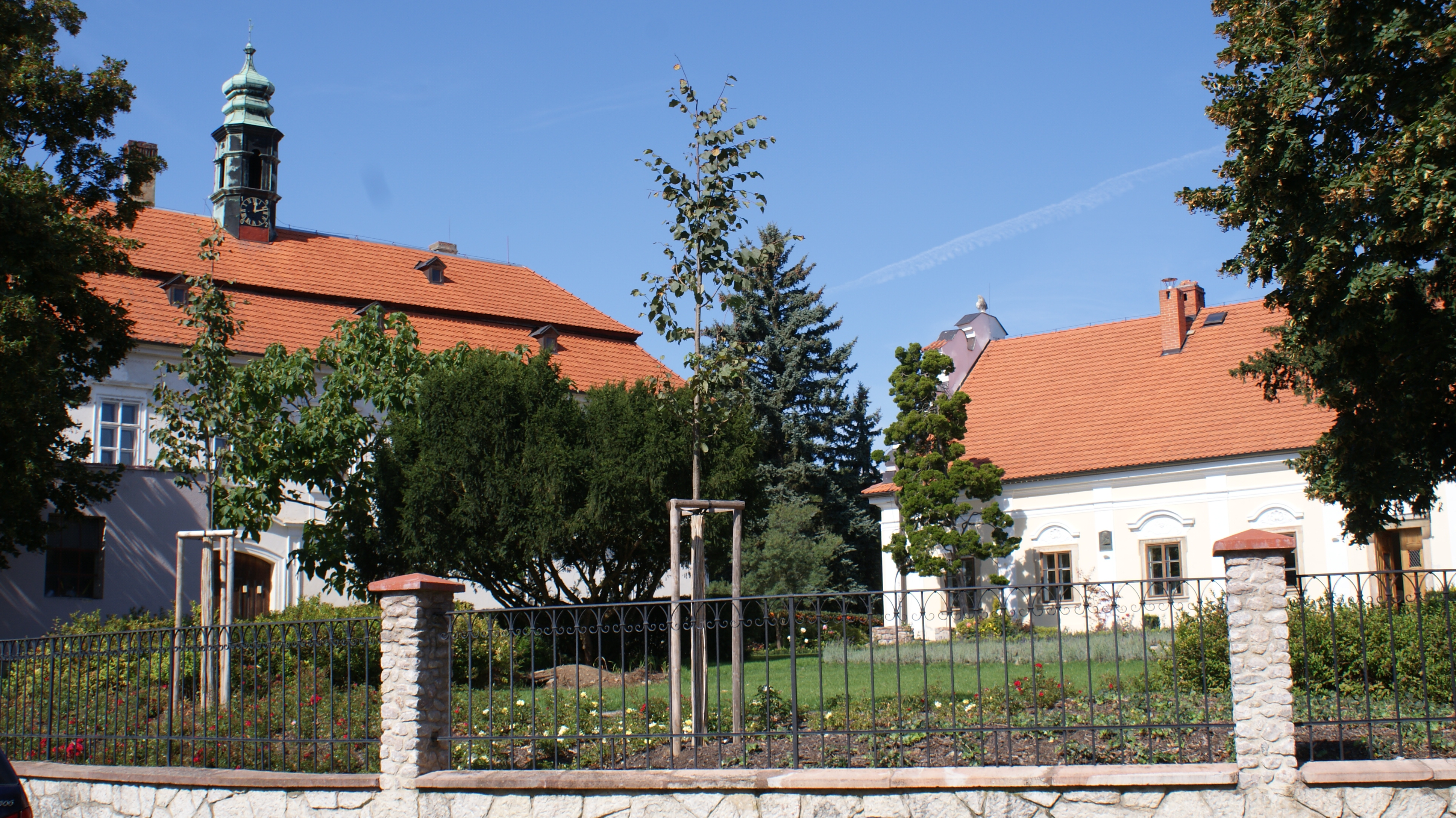
Zámek a Čechovna

### Pamětní deska Svatopluka Čecha

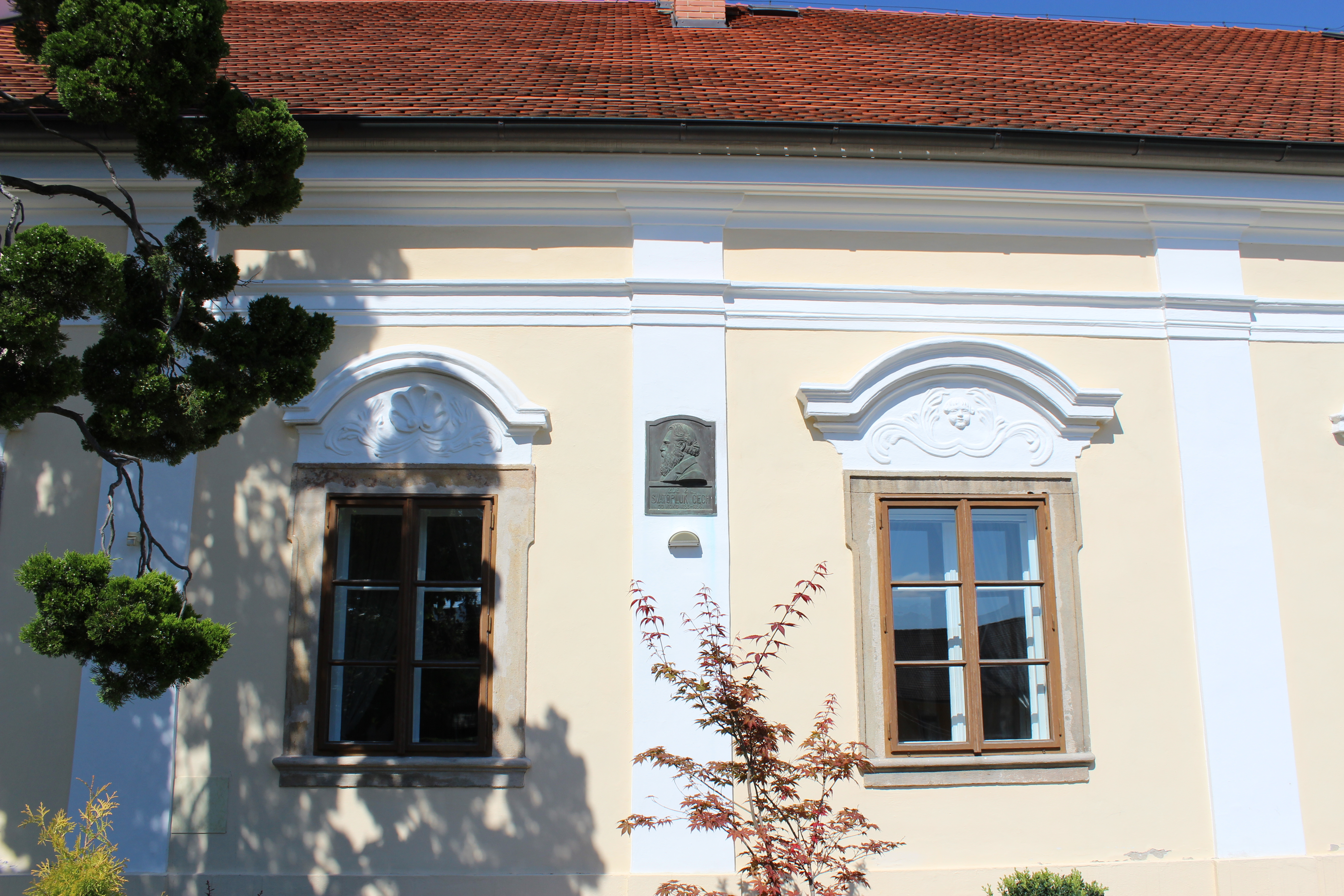
Pamětní deska Svatopluka Čecha na domě Čechovna.
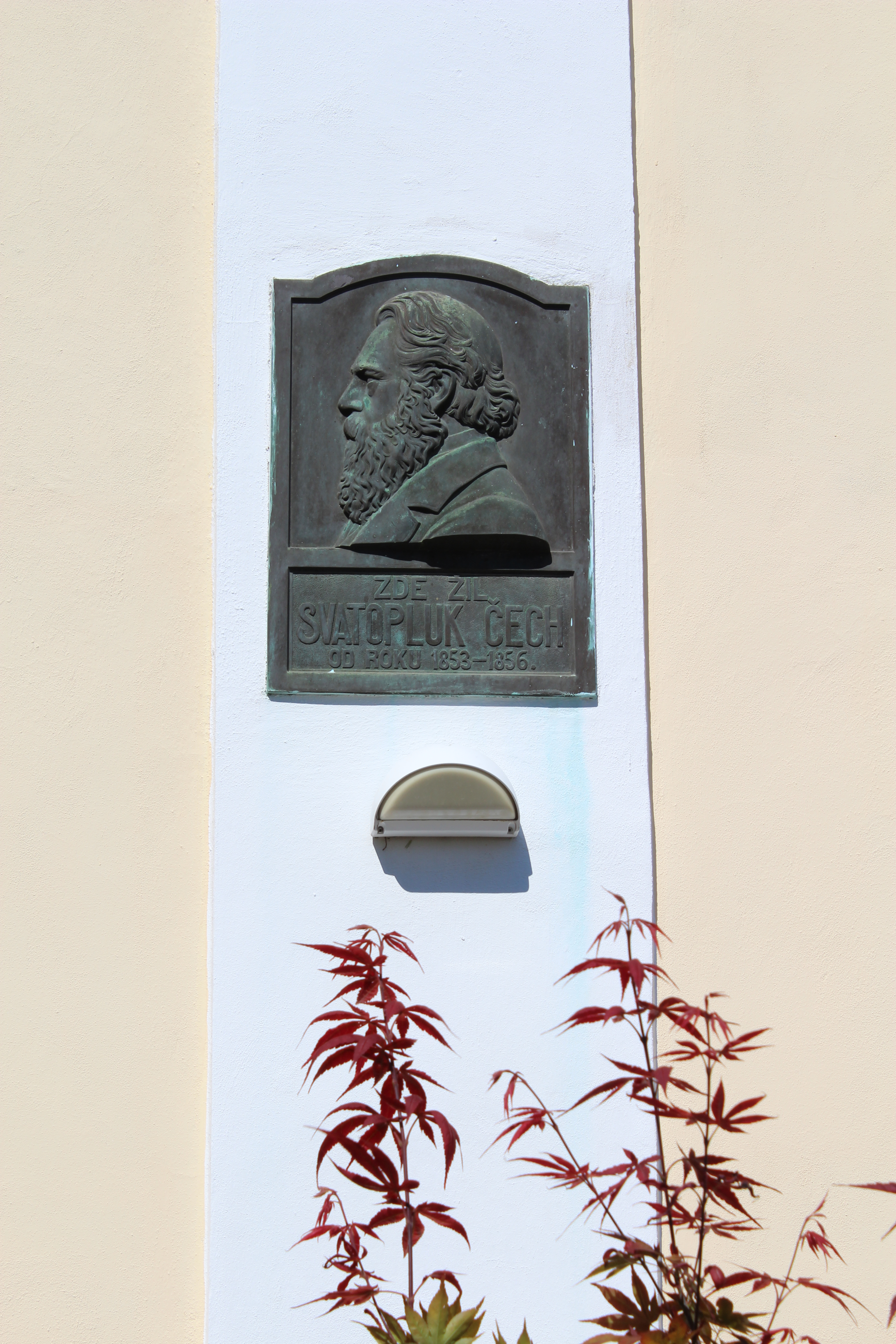
Detail pamětní desky Svatopluka Čecha
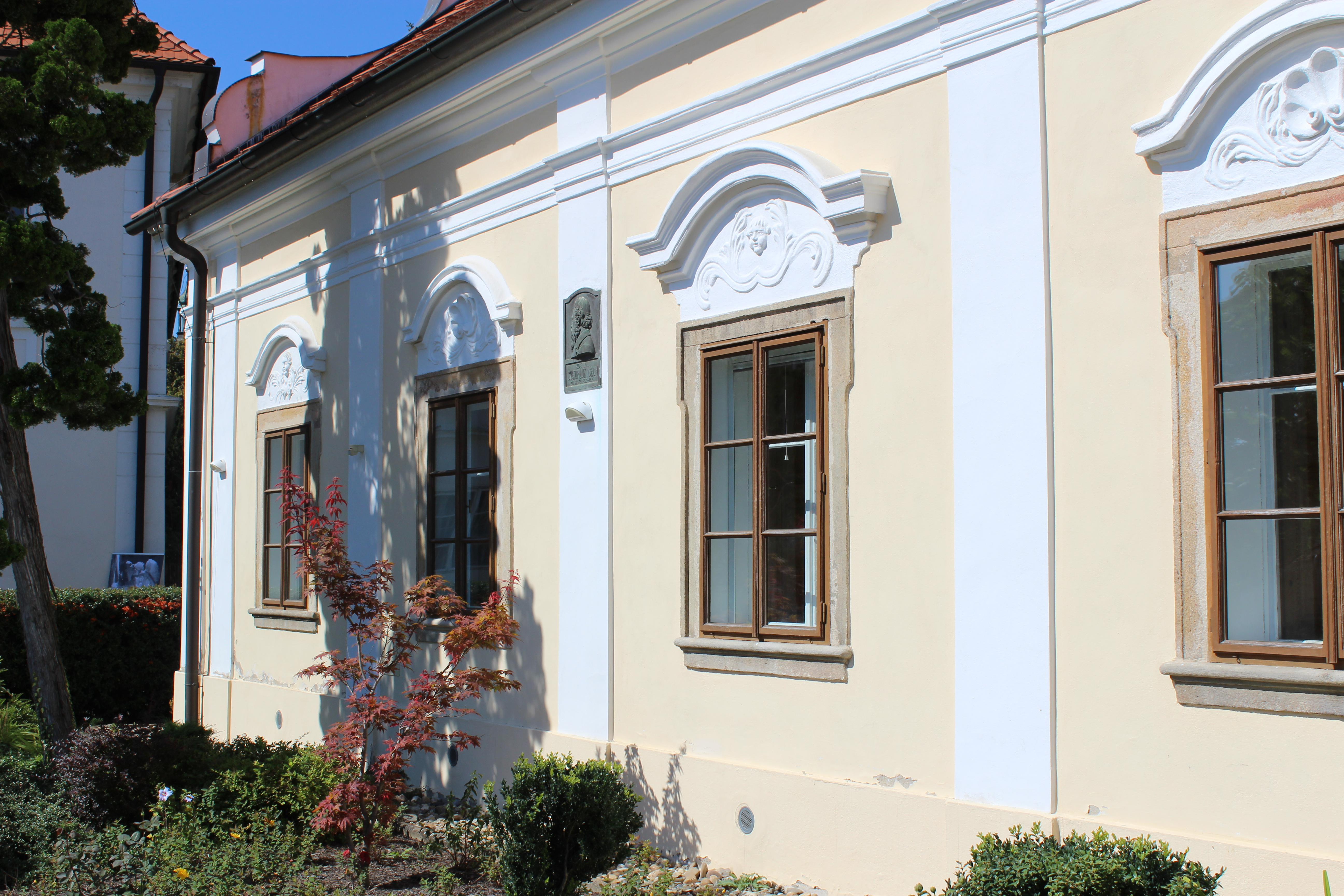
Čechovna pohled na okna na jižní stěně s deskou Svatopluka Čecha
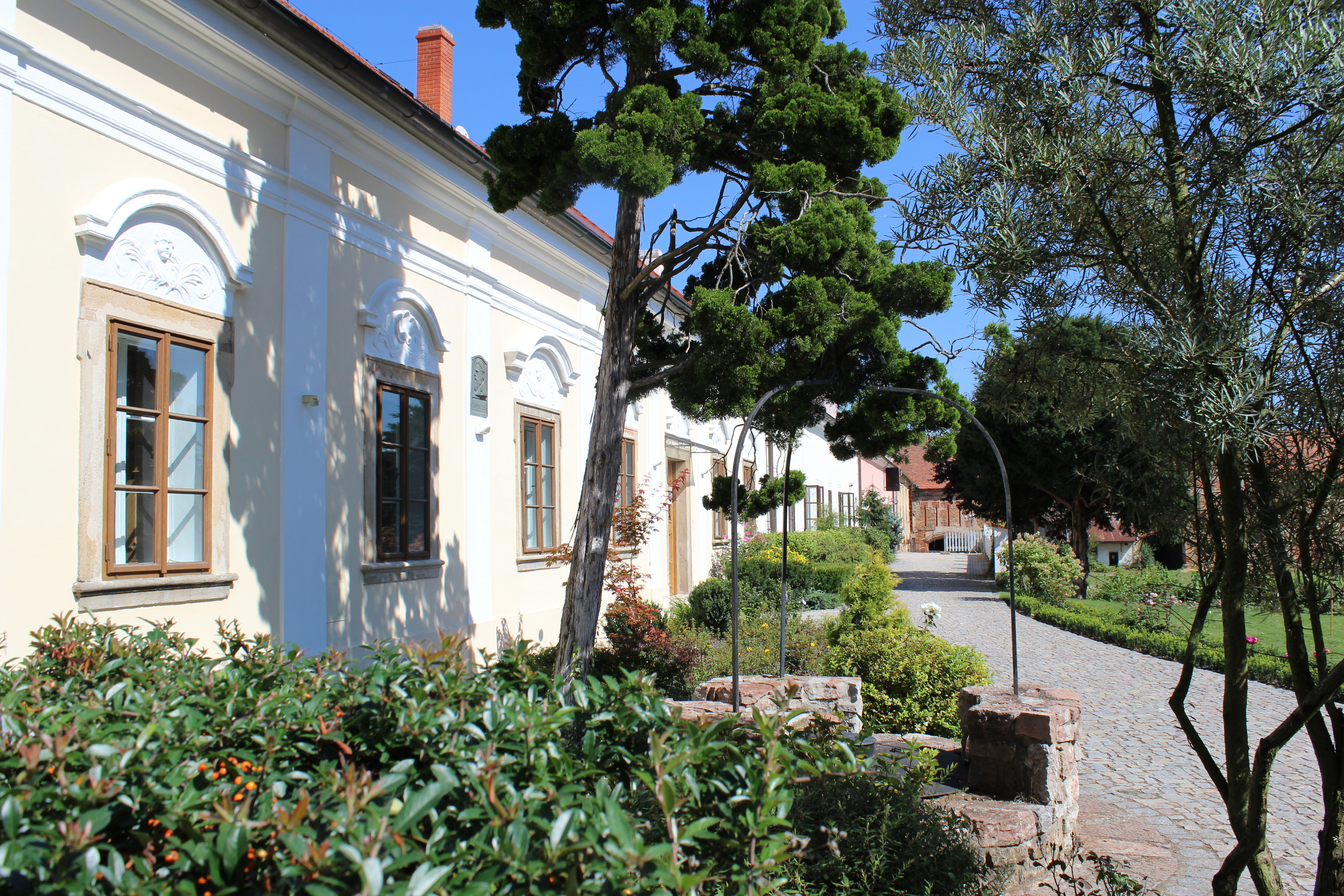
Stromy, keře a studna před Čechovnou

### Detaily

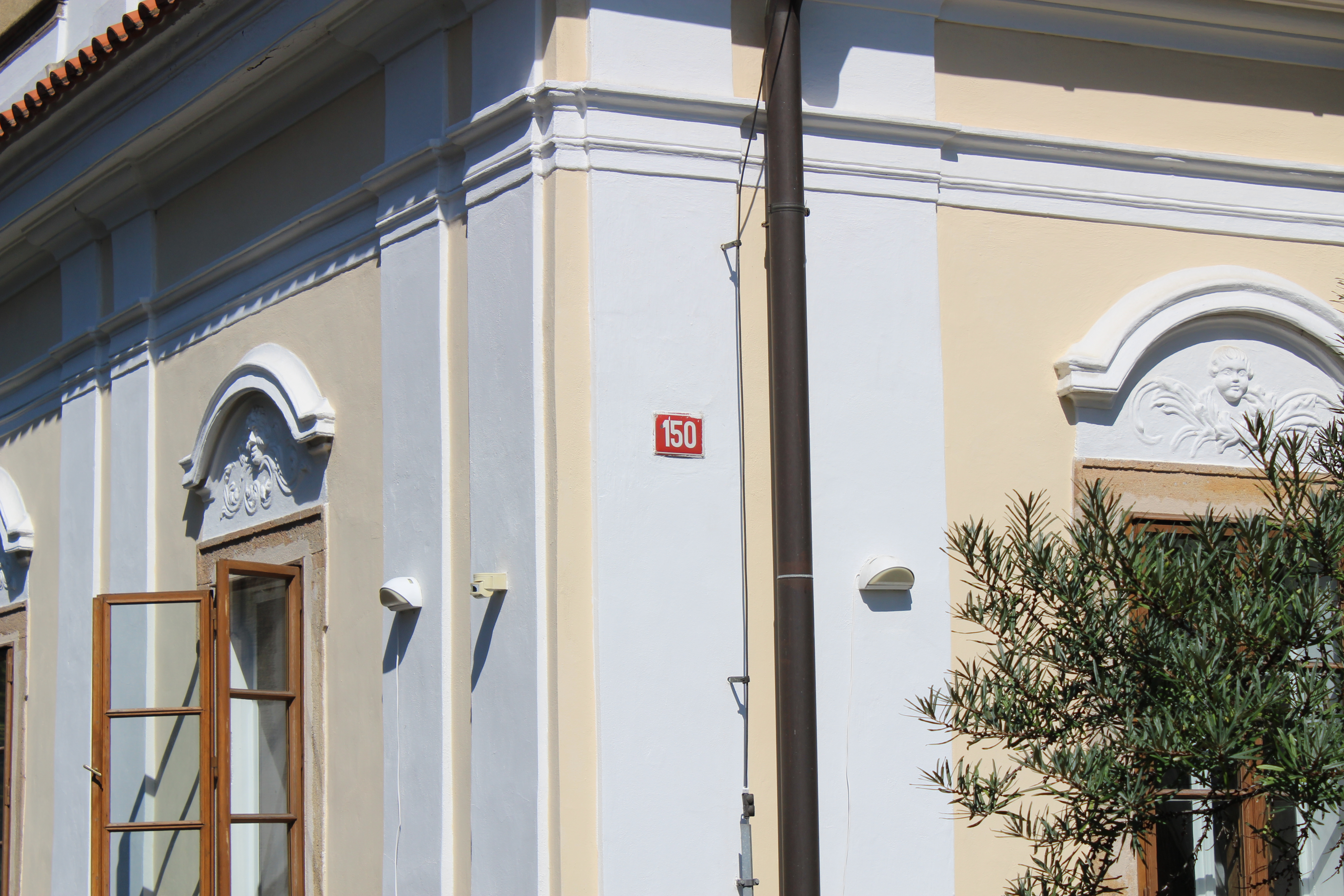
Nároží štítové s číslem popisným 150
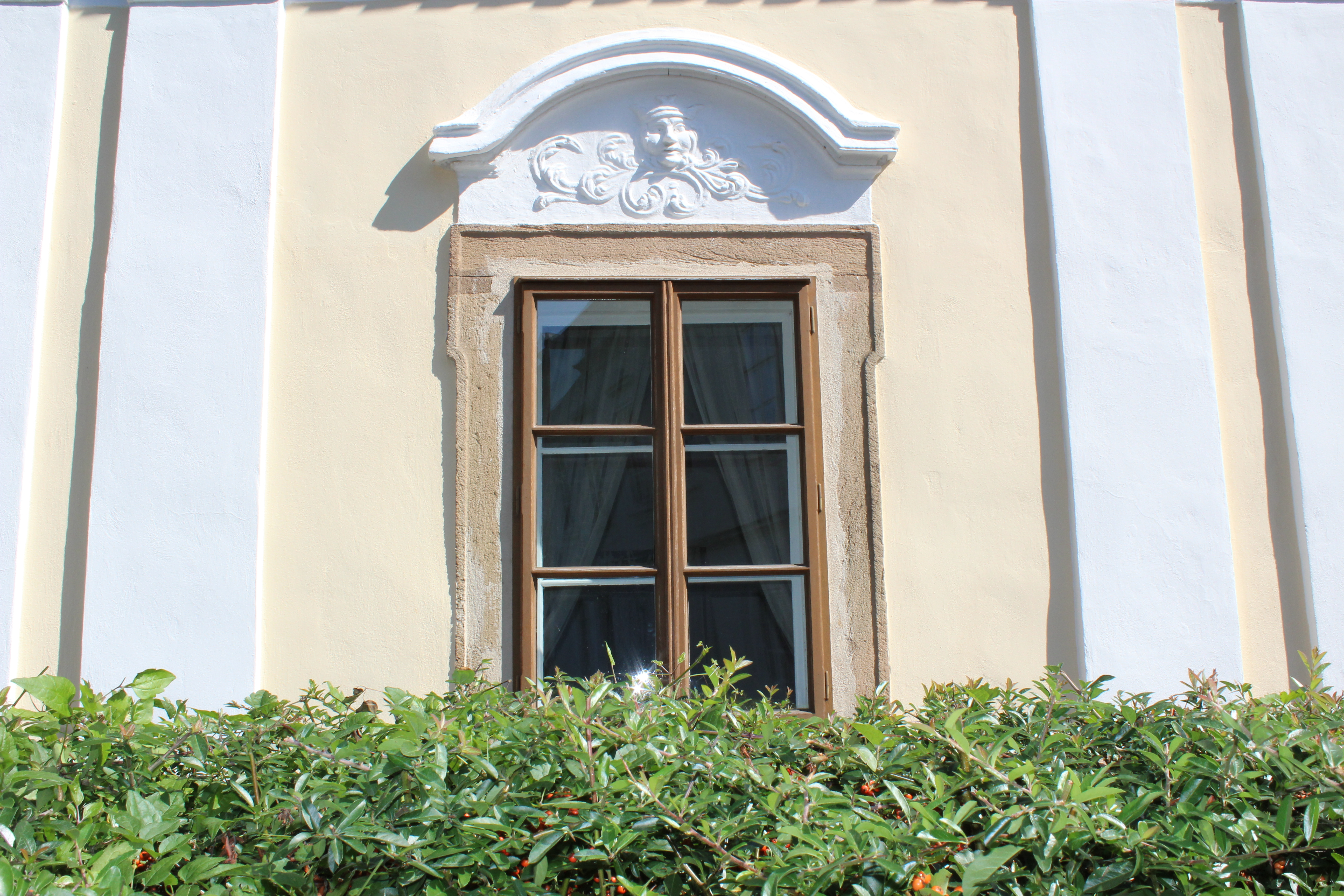
Okno západní štítové stěny
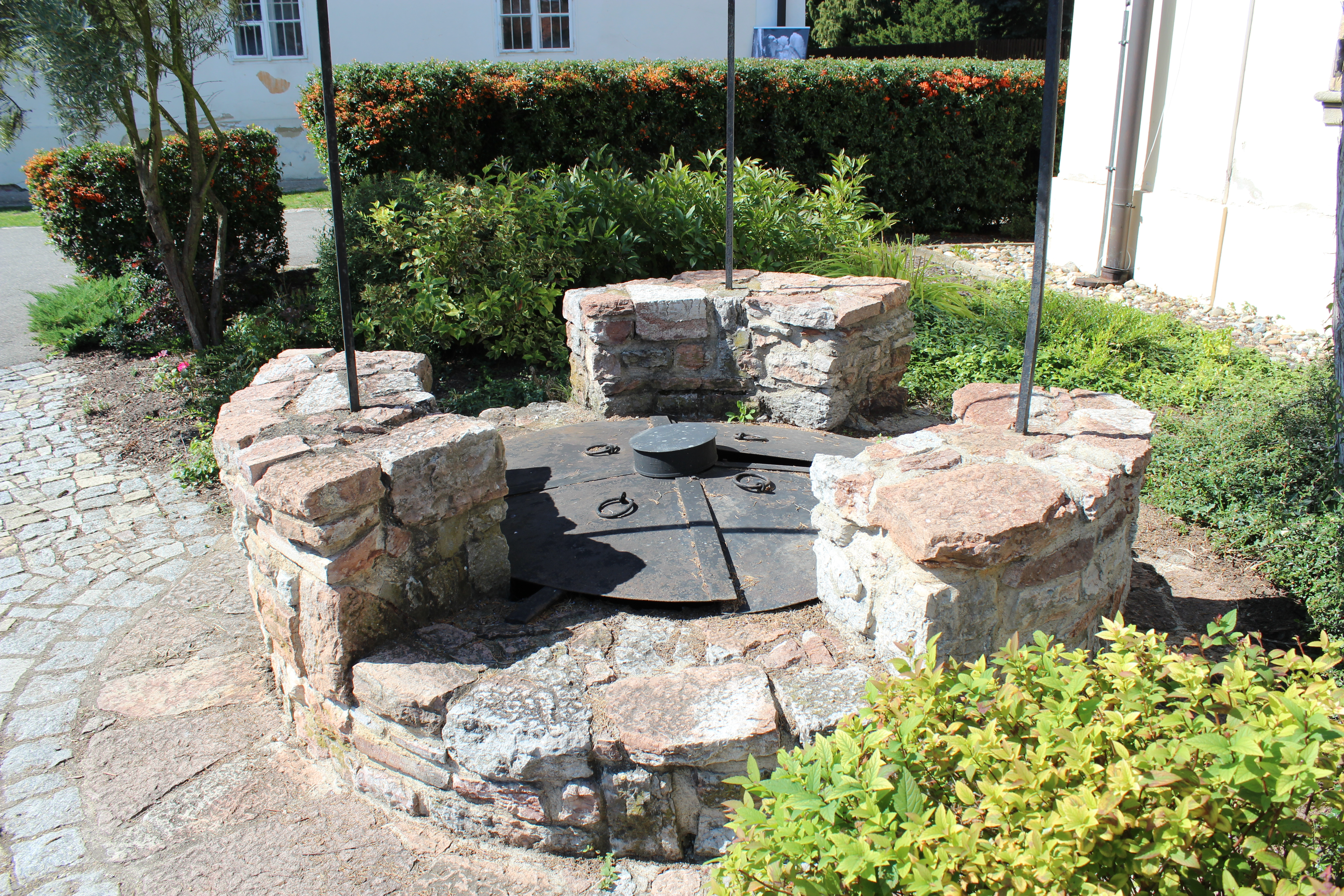
Studna před jižní stěnou
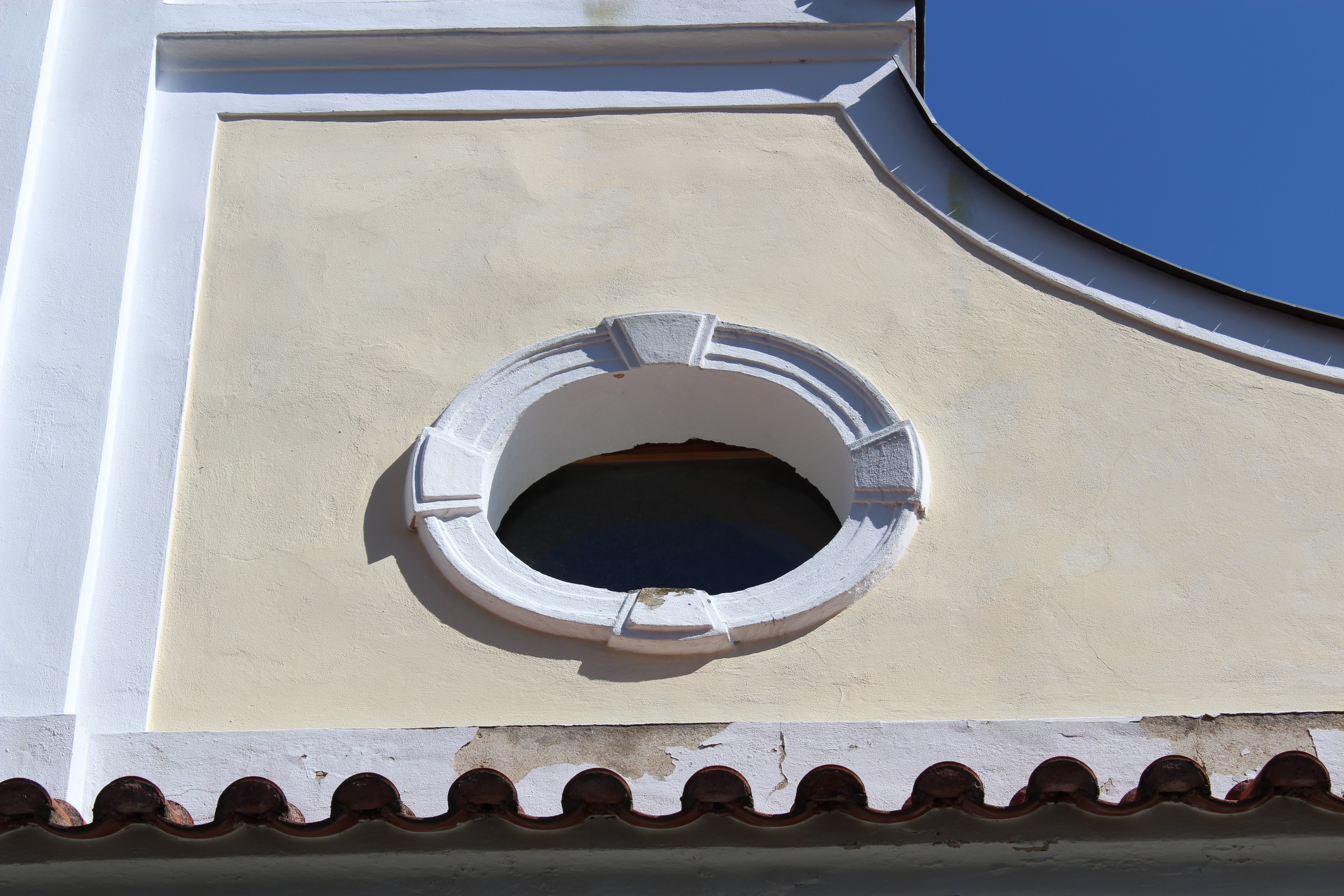
Detailní pohled na barokní štít
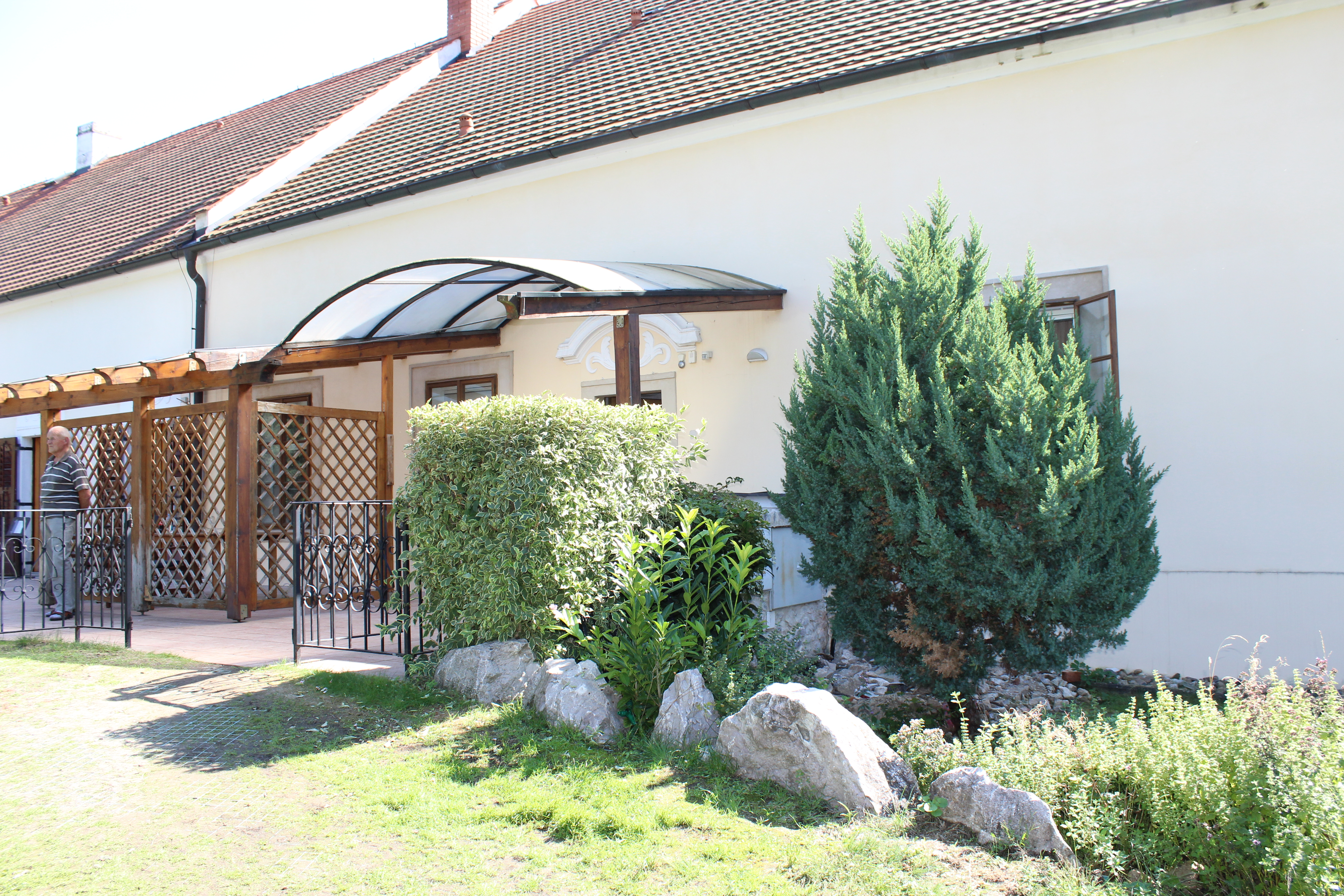
Pohled na severní stěnu Čechovny s terasou

### Osobnosti spojené s Čechovnou

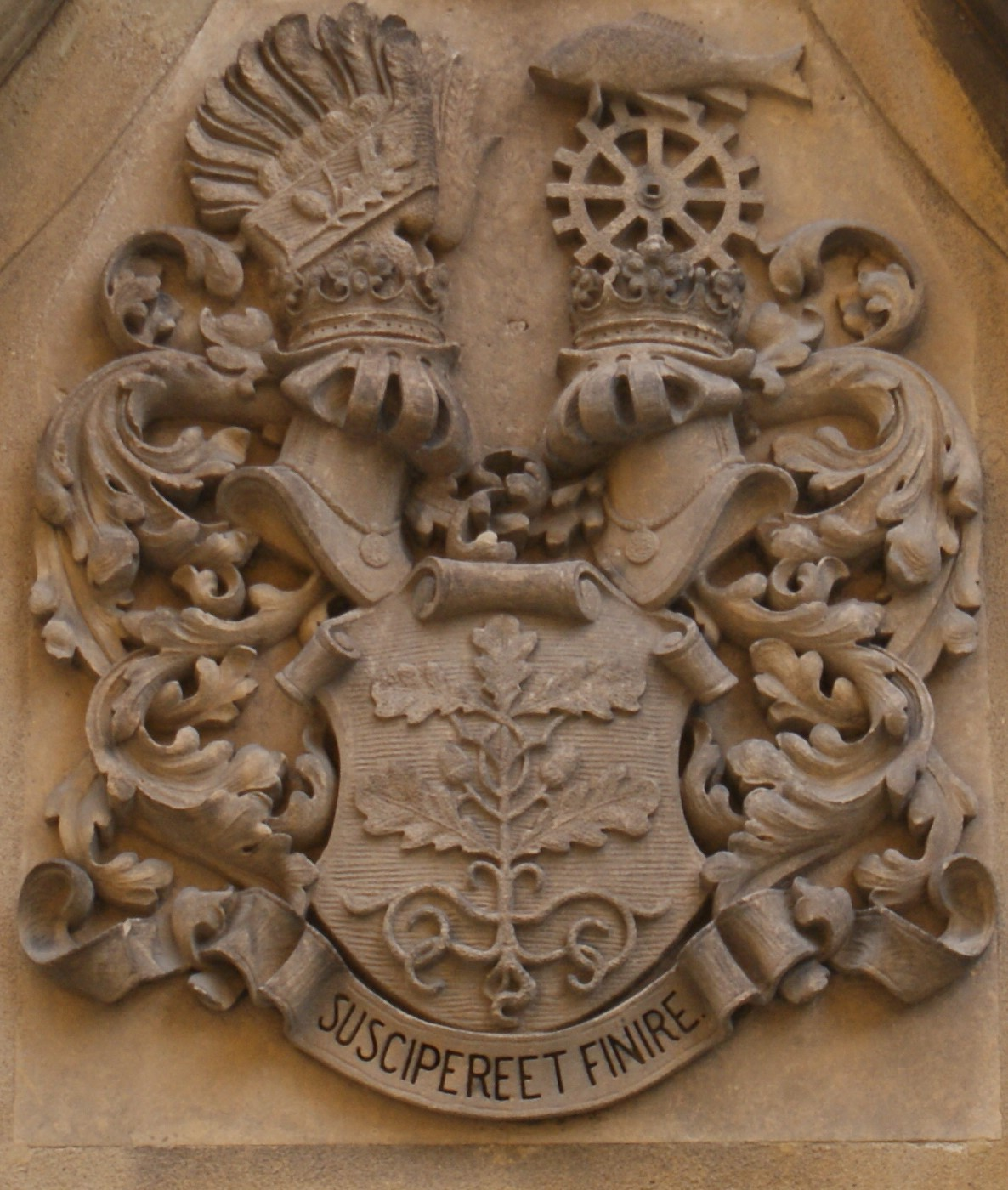
Erb rodu Daubků
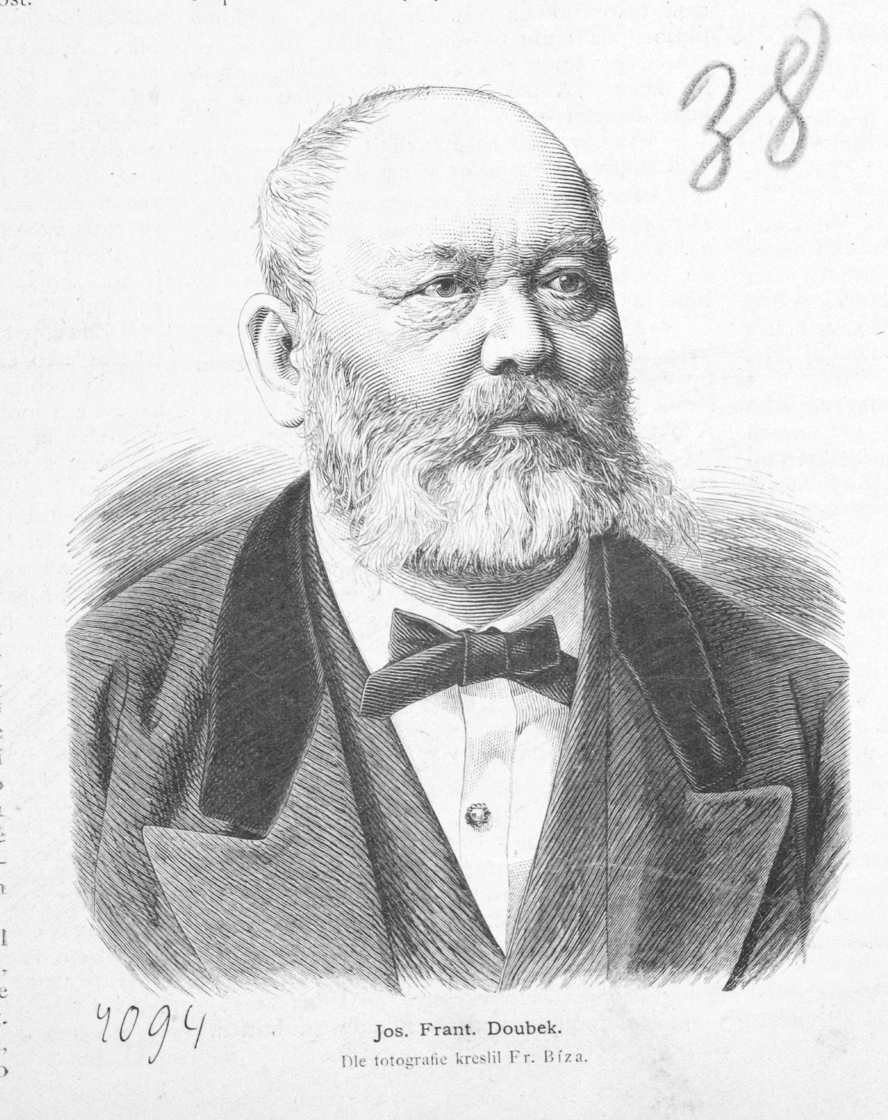
Josef František Daubek
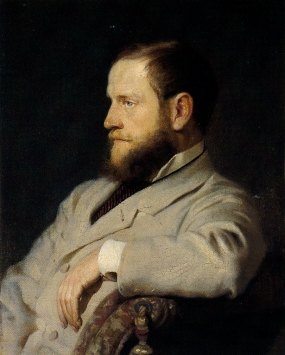
Josef Šebestián Daubek
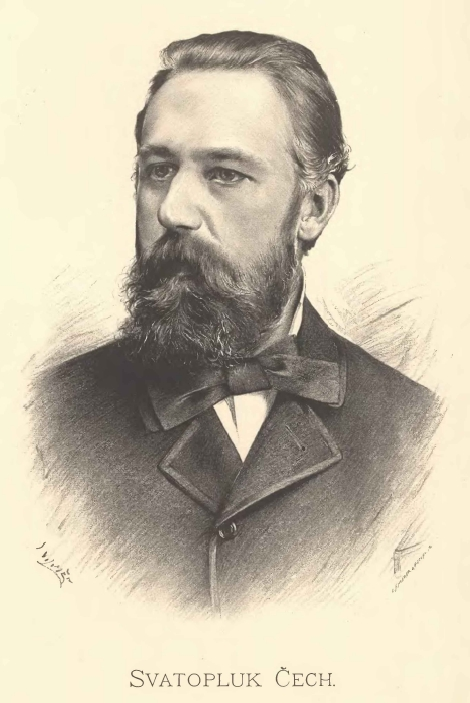
Svatopluk Čech
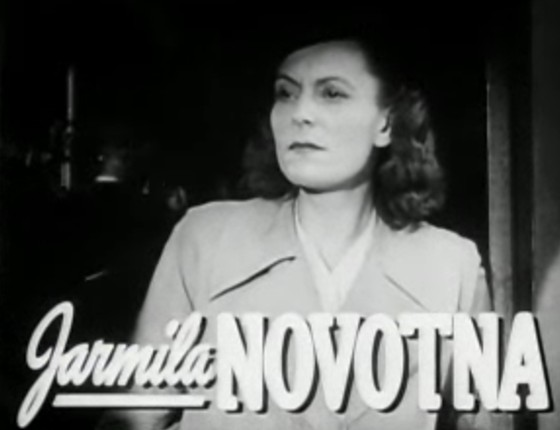
Jarmila Novotná